# 勞里 (明尼蘇達州)
勞里（英語：Lowry）是一個位於美國明尼蘇達州波普縣的城市。

## 歷史
勞里於1887年3月成立，同年成立營運至今的郵局。勞里得名自鐵路公司老闆托馬斯·勞里（Thomas Lowry）。

## 人口
根據2020年美國人口普查的數據，勞里的面積為1.17平方千米，皆為陸地。當地共有人口334人，而人口密度為每平方千米285人。